# كلايتون هوارد
كلايتون هوارد (بالإنجليزية: Clayton Howard)‏ هو فنان ماكياج بريطاني، ولد في 8 يوليو 1934 في ليفربول في المملكة المتحدة، وتوفي في 24 أكتوبر 2017.